# Abt Manasses van Sint-Winoksbergen
Manasses was de abt van de abdij van Sint-Winoksbergen van 1078 tot en met 1083. Hij was gerekruteerd uit de abdij van Saint-Airy (Verdun).  

## Verkiezing
In 1078 benoemde Robrecht I, graaf van Vlaanderen, Manasses tot de nieuwe abt van Sint-Winoksbergen. Dit gebeurde nadat diens voorganger, abt Ermenger, door de Concilie van Poitiers (1078) ontzet was wegens simonie. Deze benoeming vond plaats op verzoek van Odfrid, prior en oprichter van de abdij van Waten en met goedkeuring van de aartsbisschop van Vienne. Manasses’ benoeming gebeurde eerder toevallig. Bovendien was hij een mogelijke oplossing voor een eventuele machtsstrijd tussen de graaf en de betrokken clerici.

## Controverse

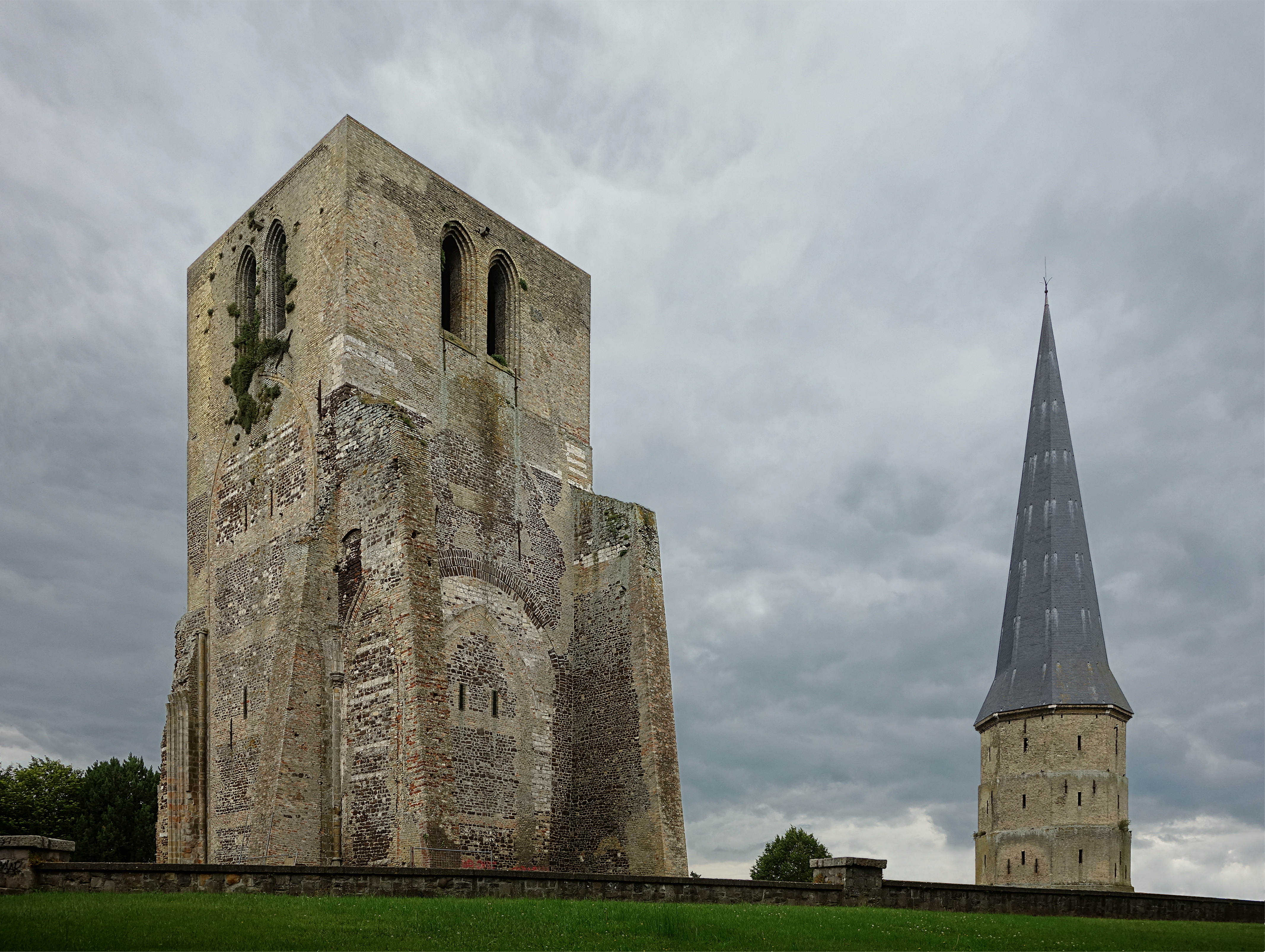
De abdij van Sint-Winoksbergen

## Afzetting
Tijdens een conflict tussen de graaf van Vlaanderen Robrecht I en paus Gregorius VII omwille van een meningsverschil over simonie, volgde Mannases de bevelen van de paus om Lambertus I niet te erkennen als bisschop van Terwaan. Tevens was het verzet tegen Manasses onder de monniken van Sint-Winoksbergen nog steeds aanwezig in de abdij. Dit leidde er uiteindelijk toe dat graaf Robrecht I in 1083 Manasses uit zijn ambt ontzette. Na zijn ontslag keerde Manasses terug naar Verdun waar hij uiteindelijk ook zal sterven. Na zijn ambt volgde Abt Ingelbert hem op.